# 下延叶古当归
下延叶古当归（学名：Archangelica decurrens）为伞形科古当归属的植物。分布于俄罗斯、蒙古以及中国大陆的内蒙古、新疆等地，生长于海拔1,700米至2,500米的地区，一般生于林下、沟边的灌丛、山谷和草丛中，目前尚未由人工引种栽培。

## 别名
下延古当归（中国高等植物图鉴）、走马芹（内蒙古）